# Giovanni Battista Alessandri
Giovanni Battista Alessandri (Lanciano, 4 marzo 1904 – Viareggio, 5 aprile 1969) è stato un giornalista, prefetto e politico italiano.